# Thomas Luczak
Thomas Luczak (* 1952 in Hilden) ist ein in Köln tätiger Architekt.

## Leben
Thomas Luczak studierte Architektur an der RWTH Aachen mit einem Studienaufenthalt in Italien. Nach der Arbeit als Mitarbeiter unter anderem im Büro von Nikolaus Rosiny konnte er durch den Erfolg in Wettbewerben ein eigenes Büro in einer Partnerschaft mit Klaus Jürgensen gründen. Seit 1996 führt er das Büro Luczak Architekten in Köln-Ehrenfeld als Inhaber in einer Partnerschaft mit Almut Skriver.
Zu seinen Arbeitsfeldern gehört die Quartiersplanung und das Sanieren von Altbauten im Bereich des Wohnungsbaus. Innovative Neubauten sind ebenso teil seiner Arbeit, wie die energetische Sanierung von Bestandsbauten und der geförderte Wohnungsbau.
Als Mitglied des Gremiums im KlimaKreis Köln setzt er sich für die Förderung regionaler Klimaschutzprojekte im Raum Köln ein.
Seit 1995 ist er Mitglied des Bundes Deutscher Architekten und im Jahr 2006 wurde er in den Deutschen Werkbund aufgenommen. 2008 wurde er zum stellvertretenden Vorsitzenden des Hauses der Architektur Köln.

## Werk

### Wettbewerbe + Auszeichnungen (Auswahl)
- „Licht | Luft | Raum“ Velux Architekten Wettbewerb 2010, 2. Preis[6]
- Wettbewerb Plangutachten ehemaliges Kinderheimgelände, Köln-Sülz 2006, 1. Preis[7]
- LBS Preis Stadthäuser 2006[1]
- Kölner Architekturpreis 2006, Anerkennung[1]
- Auszeichnung vorbildlicher Bauten NRW 2005[8]
- Deutscher Bauherrenpreis, 2005[1]
- Das Goldene Haus 2005, 1. Preis[9]
- Innovationspreis Wohnungsbau NRW 2004, Anerkennung[10]

### Bauten (Auswahl)

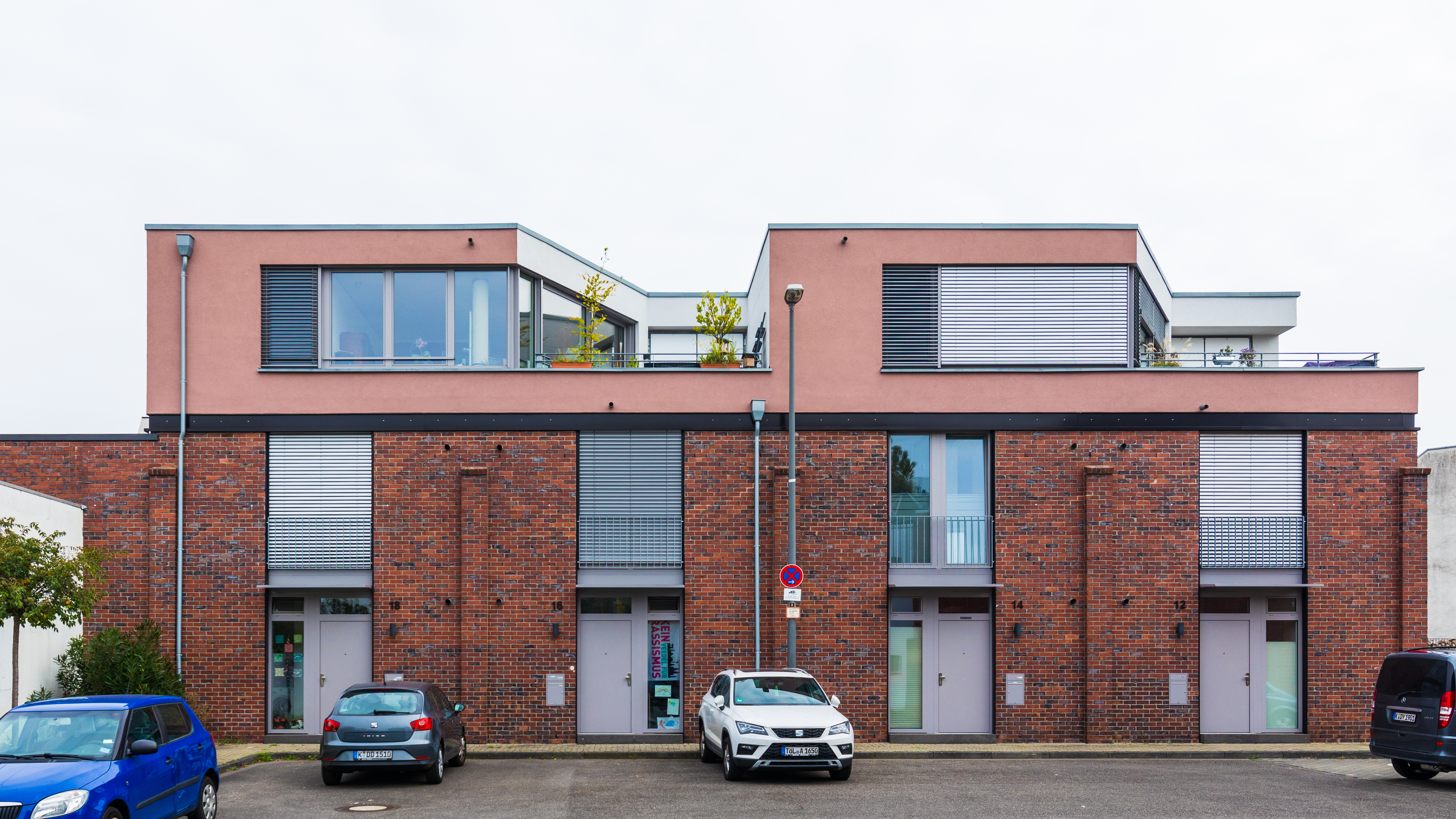
Am Kölner Brett 12 bis 18, Köln: Umbau und Aufstockung einer alten Fabrikationshalle in ein Wohngebäude. Bauzeit: 2014-2015

- Umbau und Restaurierung 4711-Fabrik (mit Klaus Jürgensen)[11]
- Wohnen im Hochbunker[12][13][14]
- Praxis in der Lücke[15]
- Hofbebauung[16]
- Vitalishöfe Köln-Bickendorf, Neubau von 430 öffentlich geförderten Mietwohnungen für die GAG Immobilien AG[17][18]